# Galium morii
Galium morii är en måreväxtart som beskrevs av Bunzo Hayata. Galium morii ingår i släktet måror, och familjen måreväxter. Inga underarter finns listade i Catalogue of Life.